# Centralny Dworzec Pocztowy
Centralny Dworzec Pocztowy, zwyczajowo Dworzec Pocztowy – dawny dworzec kolejowy w Warszawie przeznaczony do obsługi ruchu pocztowego.

## Historia
Centralny Dworzec Pocztowy wzniesiono częściowo na terenach dawnego Dworca Kaliskiego przy ul. Żelaznej 21, naprzeciw tzw. Domu Kolejowego znajdującego się na rogu ulic Żelaznej i Chmielnej.
Budowa według projektu Józefa Szanajcy w stylu funkcjonalistycznym rozpoczęła się w 1936. Konstrukcję żelbetową zaprojektował inż. Wenczesław Poniż. Przerwana na krótko przez wybuch II wojny światowej, która zastała budynek z jednym skrzydłem w stanie surowym, pozostałymi w budowie.
Oddany do użytku w połowie września 1941 i pomalowany w barwy maskujące.
Zdobyty przez powstańców warszawskich w dniach 3–5 sierpnia 1944 i wówczas lekko uszkodzony. Mieściła się w nim reduta powstańcza.
Po wojnie częściowo odbudowany, częściowo rozebrany. Ostatni fragment budowli rozebrano w latach 2006–2007.
Nieruchomość jest własnością Poczty Polskiej, która planowała tam wzniesienie swojej nowej siedziby, a następnie biurowca.